# بوسي سمير
بوسى سمير (16 نوفمبر 1977 -) راقصة ومغنية و ممثلة مصرية ، اسمها الحقيقى (سعدة)

## نشأتها
ولدت بوسى سمير يوم 16 نوفمبر 1977 ، وبعدما صورت أول أغانيها و أشتركت فى عدد من الأعمال فى السينما أولها (بالعربى سندريلا) فى 2006، واشركت بعدها فى شوية أعمال لم تنل نصيب كبير من النجاح زى (طاطا نام طاطا قام) و(فخفخينو). توقفت عن الرقص والتمثيل لعدة سنين قبل ما تعود فى عام 2015 في دور فى مسلسل (نصباية) بشخصية راقصة معتزلة تساعد البنات المنحرفات. وأشتركت كمان فى شوية مسلسلات منها (نافذة على العالم) و (عيلة نونو - الجزء التانى) ، و اخذت دور البطولة فى السيت كوم (عيلة فى مهمة رسمية)

## فيلموجرافيا
- إستنجلينا (2010)
- طاطا سايق العباطة (2010)
- اثنين فى كلابش (2010)
- فخفخينو (2009)
- طاطا نام طاطا قام (2007)
- بالعربى سندريلا (2006)

## مسلسلاتها
- أيام الحب والشقاوة (2010)
- رحيل مع الشمس (2010)
- الأشرار (2009) .... تهانى
- نافذة على العالم (2007)

## أغانيها
- اغنية حط النقط على الحروف (احتلت المراتب الاولى و هيه نقلة فى حياة بوسى سمير)
- اغنية ما تدنيش ضهرك وتنام

## وصلات خارجية
- بوسي سمير على موقع قاعدة بيانات الأفلام العربية